# 6-й набор космонавтов ЦПК ВВС (1976)
6-й набор космонавтов ЦПК ВВС (1976) — набор космонавтов, проводившийся Центром подготовки космонавтов ВВС в 1976 году среди военных лётчиков истребительной авиации для участия в космической программе «Буран».
Из девяти участников 6-го набора космические полёты совершили пять космонавтов: Владимир Васютин, Александр Волков, Анатолий Соловьёв, Владимир Титов, а также Леонид Каденюк, но уже в статусе гражданина независимой Украины, на американском шаттле.

## История
6-й набор космонавтов ЦПК ВВС производился только в частях истребительной авиации. Весной и начале лета 1976 года кандидаты в космонавты прошли врачебно-летную комиссию в Центральном научно-исследовательском авиационном госпитале в Москве.
23 августа 1976 года приказом Главкома ВВС № 686 в отряд космонавтов 1-го НИИЦПК имени Ю. А. Гагарина на должность слушателя-космонавта были зачислены девять человек: капитаны Александр Волков, Леонид Иванов, Леонид Каденюк,  Николай Москаленко, Сергей Протченко, Евгений Салей и Владимир Титов, старшие лейтенанты  Владимир Васютин и Анатолий Соловьёв.
Все лётчики набирались для подготовки по космической программе «Буран». С целью получения квалификации лётчика-испытателя, с сентября 1976 по июль 1977 года все лётчики 6-го набора прошли подготовку в качестве слушателей 267-го Центра испытания авиационной техники и подготовки летчиков-испытателей в городе Ахтубинске Астраханской области. Также слушатели-космонавты Иванов, Протченко, Соловьёв и Титов в августе 1977 года прошли специальную парашютную подготовку. С октября 1977 по сентябрь 1978 года все слушатели-космонавты проходили общекосмическую подготовку в ЦПК, после окончания которой получили квалификацию космонавта-испытателя и 30 января 1979 года были назначены на должность космонавтов-испытателей ЦПК ВВС.
Из девяти участников 6-го набора космические полёты совершили пять космонавтов: Владимир Васютин, Александр Волков, Анатолий Соловьёв, Владимир Титов, а также Леонид Каденюк, но уже в статусе гражданина независимой Украины, на американском шаттле.

## Список космонавтов 6-го набора ЦПК ВВС
| Список космонавтов 6-го набора ЦПК ВВС (1976 год) | Список космонавтов 6-го набора ЦПК ВВС (1976 год) | Список космонавтов 6-го набора ЦПК ВВС (1976 год) | Список космонавтов 6-го набора ЦПК ВВС (1976 год) | Список космонавтов 6-го набора ЦПК ВВС (1976 год) | Список космонавтов 6-го набора ЦПК ВВС (1976 год) | Список космонавтов 6-го набора ЦПК ВВС (1976 год) | Список космонавтов 6-го набора ЦПК ВВС (1976 год) | Список космонавтов 6-го набора ЦПК ВВС (1976 год) |
| №                                                 | Фотография                                        | ФИО                                               | Дата рождения                                     | Порядковый номер                                  | Профессия и место работы до поступления в отряд   | Данные о полётах | Дата выхода из отряда                             | Примечание                                        |
| ------------------------------------------------- | ------------------------------------------------- | ------------------------------------------------- | ------------------------------------------------- | ------------------------------------------------- | ------------------------------------------------- | --- | ------------------------------------------------- | ------------------------------------------------- |
| 1                                                 |                                                   | Васютин Владимир Владимирович                     | 8 марта 1952 года                                 | 59-й космонавт СССР                               | ВВС, лётчик                                       | 17.09-21.11.1985 «Союз Т-14» — «Салют-7» | 25 февраля 1986 года                              | умер 19 июля 2002 года                            |
| 2                                                 |                                                   | Волков Александр Александрович                    | 27 мая 1948 года                                  | 60-й космонавт СССР                               | ВВС, лётчик                                       | 17.09-21.11.1985 «Союз Т-14» — «Салют-7», 26.11.1988-27.04.1989 «Союз ТМ-7» — «Мир», 02.10.1991-25.03.1992 «Союз ТМ-13» — «Мир»                                                                                                  | 20 августа 1998 года                              |                                                   |
| 3                                                 |                                                   | Иванов Леонид Георгиевич                          | 25 июня 1950 года                                 | —                                                 | ВВС, лётчик                                       | — | 24 октября 1980 года                              | Погиб 24 октября 1980 года                        |
| 4                                                 |                                                   | Каденюк Леонид Константинович                     | 28 января 1951 года                               | 1-й космонавт Украины                             | ВВС, лётчик                                       | 19.11-05.12.1997 «Колумбия STS-87» | 22 августа 1983 года                              | умер 31 января 2018 года                          |
| 5                                                 |                                                   | Москаленко Николай Тихонович                      | 1 января 1949 года                                | —                                                 | ВВС, лётчик                                       | — | 30 июня 1986 года                                 | умер 26 ноября 2004 года                          |
| 6                                                 |                                                   | Протченко Сергей Филиппович                       | 3 января 1947 года                                | —                                                 | ВВС, лётчик                                       | — | 28 апреля 1979 года                               |                                                   |
| 7                                                 |                                                   | Салей Евгений Владимирович                        | 1 января 1950 года                                | —                                                 | ВВС, лётчик                                       | — | 1 октября 1987 года                               | умер 20 мая 2023 года                             |
| 8                                                 |                                                   | Соловьёв Анатолий Яковлевич                       | 16 января 1948 года                               | 65-й космонавт СССР                               | ВВС, лётчик                                       | 07-17.06.1988 «Союз ТМ-5» — «Мир» — «Союз ТМ-4», 11.02-09.08.1990 «Союз ТМ-9» — «Мир», 27.07.92 −01.02.93 «Союз ТМ-15» — «Мир», 27.06-11.09.1995 «Атлантис STS-71» — «Мир» — «Союз ТМ-21», 5.08.97-19.02.98 «Союз ТМ-26» — «Мир» | 25 января 1999 года                               |                                                   |
| 9                                                 |                                                   | Титов Владимир Георгиевич                         | 1 января 1947 года                                | 54-й космонавт СССР                               | ВВС, лётчик                                       | 20-22.04.1983 «Союз Т-8», 21.12.1987-21.12.1988 «Союз ТМ-4» — «Мир» — «Союз ТМ-6», 03-11.02.1995 «Дискавери STS-63», 26.09-07.10.1997 «Атлантис STS-86» — «Мир»                                                                  | 20 августа 1998 года                              |                                                   |